# البنك السعودي الفرنسي
البنك السعودي الفرنسي هو بنك تأسس في 4 يونيو 1977 كشركة مساهمة سعودية ومقره الأساسي مدينة الرياض.
يرتبط البنك السعودي الفرنسي بشراكة إستراتيجية مع كريدي أجريكول بنك التمويل والاستثمار، الذي يمتلك 14.91% من رأس مال البنك ويعتبر أحد الأعضاء البارزين في مجموعة كريدي أجريكول، الذي كان أول بنك يؤسس في فرنسا، ويعد واحدا من أكبر سبعة بنوك عالمية في منطقة اليورو من حيث الحجم الإجمالي لحقوق المساهمين، كما يبلغ رأس المال 12,053,571,670 ريال سعودي كما في يونيو 2016.

## التاريخ
تأسس البنك السعودي الفرنسي - شركة مساهمة سعودية - بموجب المرسوم الملكي رقم م/23 بتاريخ 17 جمادى الثاني 1397هـ الموافق 4 يونيو 1977م. وقد بدأ البنك أعماله رسمياً بتاريخ 1 محرم 1398هـ الموافق 11 ديسمبر 1977م بعد أن إنتقلت إليه عمليات بنك الاندوشين والسويس فـي المملكة العربية السعوديـة. يعمل البنك بموجب السجل التجاري رقم 1010073368 بتاريخ 4 صفر1410هـ الموافق 5 سبتمبر 1989م، وتبلغ شبكة فروعه حاليا 87 فرعاً في المملكة العربية السعودية. يبلغ عدد موظفي البنك حاليا 2687 موظفـاً).
تم إطلاق الشركة السعودية الفرنسية لتمويل التأجير في عام 2012.
```
وفي مايو 2024، قام البنك السعودي الفرنسي بإعادة تسمية نفسه.
[
4
]
```

## النشاط
تتمثل أهداف البنك في تقديم كافة أنواع الخدمات المصرفية بما في ذلك منتجات متوافقة مع الشريعة الإسلامية معتمدة وتحت إشراف هيئة شرعية مستقلة.

## لمحة عامة
يقع الفرع الرئيسي للبنك في الرياض مع ثلاث إدارات إقليمية في جدة والرياض والخبر، وعدد فروع البنوك في سنة 2018 هو 83 فرع بالإضافة إلى 18 فرع نسائي و556 جهاز صرف آلي وأجهزة الإيداع النقدي و18025أجهزة نقاط البيع في كل مدن السعودية.

## جوائز[5]
| م  | اسم الجائزة                          | السنة |
| -- | ------------------------------------ | ----- |
| 1  | أفضل بنك في المملكة العربية السعودية | 2015م |
| 2  | الأفضل للخدمات المصرفية الإلكترونية  | 2016م |
| 3  | الأفضل لخدمة عملاء الشركات           | 2016م |
| 4  | أفضل بنك لحسابات الشركات             | 2016م |
| 5  | الأفضل تطوراً لخدمات الأفراد          | 2016م |
| 6  | الأفضل لإدارة الثروات                | 2017م |
| 7  | أفضل مبيعات وحلول التجارة والتمويل   | 2017م |
| 8  | أفضل إدارة للمواهب والشؤون الوظيفية  | 2017م |
| 9  | أفضل فرع للسيدات - أنتِ               | 2017م |
| 10 | أفضل بنك لحسابات الشركات             | 2017م |
| 11 | أفضل منتج جديد (جنى)                 | 2017م |

## الشركاء[2]
- كريدي أجريكول
- السعودي الفرنسي كابيتال
- أليانز

## الشركات التابعة
| اسم                                      | نسبة الملكية | النشاط الرئيسي                                            | مكان العمليات | مكان التأسيس             |
| ---------------------------------------- | ------------ | --------------------------------------------------------- | ------------- | ------------------------ |
| شركة السعودي الفرنسي كابيتال             | 100.00%      | النشاطات المتعلقة بالوساطة، وإدارة الأصول، وتمويل الشركات | الرياض        | المملكة العربية السعودية |
| شركة السعودي الفرنسي لأعمال وكيل التأمين | 100.00%      | مجال وساطة التأمين                                        | الرياض        | المملكة العربية السعودية |
| شركة السعودي الفرنسي للتمويل والتأجير    | 100.00%      | التمويل والتأجير                                          | الرياض        | المملكة العربية السعودية |
| شركة سكن لتمويل العقارات                 | 95.00%       | التمويل العقاري                                           | الرياض        | المملكة العربية السعودية |

## البيانات
| تاريخ التأسيس | تاريخ الادراج | الرمز الدولي | نهاية السنة المالية | مراجعي الحسابات                                 |
| ------------- | ------------- | ------------ | ------------------- | ----------------------------------------------- |
| 04-06-1977    | /             | SA0007879782 | 31/12               | كي بي إم جي الفوزان وشركاه، آرنست ويونغ وشركاهم |

## ملف الأسهم
| رأس المال المصرح به (ريال سعودي) | عدد الأسهم المصدرة | رأس المال المدفوع (ريال سعودي) | القيمة الاسمية للسهم | القيمة المدفوعة للسهم |
| -------------------------------- | ------------------ | ------------------------------ | -------------------- | --------------------- |
| 12,053,571,670                   | 1,205,357,167      | 12,053,571,670                 | 10                   | 10                    |

* آخر تحديث:2014-06-02

## تغيرات في راس المال
| تاريخ اعلان التوصية | نوع الإصدار | تاريخ الاستحقاق | رأس المال الجديد | رأس المال السابق | الفرق التراكمي   | ملاحظات |
| ------------------- | ----------- | --------------- | ---------------- | ---------------- | ---------------- | ------- |
| 2014-01-13          | منحة اسهم   | 2014-04-16      | 12,053,571,670   | 9,040,178,750    | + 11,491,071,670 |         |
| 2012-01-02          | منحة اسهم   | 2012-04-07      | 9,040,178,750    | 7,232,143,000    | + 8,477,678,750  |         |
| 2009-02-01          | منحة اسهم   | 2009-04-06      | 7,232,143,000    | 5,625,000,000    | + 4,982,143,000  |         |
| 2006-12-17          | منحة اسهم   | 2007-03-24      | 5,625,000,000    | 3,375,000,000    | + 2,250,000,000  |         |
| 2005-12-17          | منحة اسهم   | 2006-03-05      | 3,375,000,000    | 2,250,000,000    | + 1,125,000,000  |         |
| 2003-01-22          | منحة اسهم   | 2003-03-22      | 2,250,000,000    | 1,800,000,000    | + 450,000,000    |         |